# Chōjun! Chōjō senpai
Chōjun! Chōjō senpai (超巡！ 超条先輩?) è un manga scritto e disegnato da Shun Numa, serializzato sulla rivista Weekly Shōnen Jump di Shūeisha dal 13 febbraio 2024 al 9 giugno 2025.

## Trama
Nao Ippongi, agente di polizia alle prime armi, viene assegnata alla stazione di polizia di Chinjuku Ovest. Lì le viene assegnato il compito di lavorare con l'ufficiale di polizia più anziano, Meguru Chojo, che può usare super poteri psichici ma è disprezzato da tutti nella stazione, e i due iniziano a lavorare insieme per mantenere la pace nella città e risolvere i crimini.

## Pubblicazione
Scritta e disegnata da Shun Numa, la serie è inizialmente un one-shot pubblicato sulla rivista Weekly Shōnen Jump di Shūeisha il 24 aprile 2023. Successivamente il one-shot diventa una serie completa, la cui serializzazione è iniziata su Weekly Shōnen Jump il 13 febbraio 2024. La serie si è conclusa il 9 giugno 2025. I singoli capitoli della serie vengono raccolti in volumi tankōbon a partire da giugno 2024. A luglio 2025, il numero totale ammonta a 6.

### Volumi
| 1 | 4 giugno 2024 | ISBN 978-4-08-884108-3 |
| 1 | Capitoli - 1. (超能力巡査長?, Chō nōryoku junsa-chō) - 2. (猫探し巡査長?, Neko sagashi junsa-chō) - 3. (決闘者巡査長?, Dyuerisuto junsa-chō) - 4. (パシリ巡査長?, Pashiri junsa-chō) - 5. (爆走巡査長?, Bakusō junsa-chō) - 6. (既読無視巡査長?, Kidoku mushi junsa-chō) - 7. (クイズ! 巡査長?, Kuizu! Junsa-chō) |                        |
| 2 | 4 settembre 2024 | ISBN 978-4-08-884172-4 |
| 2 | Capitoli - 8. (追跡! 巡査長?, Tsuiseki! Junsa-chō) - 9. (コンビニ巡査長?, Konbini junsa-chō) - 10. (思春期巡査長?, Shishunki junsa-chō) - 11. (非番の巡査長?, Hiban no junsa-chō) - 12. (出店警察巡査長?, Shutten keisatsu junsa-chō) - 13. (お祭り巡査長?, Omatsuri junsa-chō) - 14. (ソムチャイ巡査長?, Somuchai junsa-chō) - 15. (変身! 巡査長?, Henshin! Junsa-chō) - 16. (日曜朝巡査長?, Nichiyō asa junsa-chō)                                                                                     |                        |
| 3 | 1º novembre 2024 | ISBN 978-4-08-884172-4 |
| 3 | Capitoli - 17. (初狩り巡査長?, Hatsu kari junsa-chō) - 18. (ライバル巡査長?, Raibaru junsa-chō) - 19. (OB巡査長?, OB junsa-chō) - 20. (さよなら巡査長?, Sayonara junsa-chō) - 21. (見守り巡査長?, Mimamori junsa-chō) - 22. (燃え上がれ巡査長?, Moeagare junsa-chō) - 23. (世にも奇妙な巡査長?, Yonimokimyōna junsa-chō) - 24. (お花屋巡査長?, O hanaya junsa-chō) - 25. (抑制! 巡査長?, Yokusei! Junsa-chō)                                                                                             |                        |
| 4 | 4 febbraio 2025 | ISBN 978-4-08-884403-9 |
| 4 | Capitoli - 26. (暇した巡査長?, Hima shita junsa-chō) - 27. (実録巡査長?, Jitsuroku junsa-chō) - 28. (恋をしたのは巡査長?, Koi o shita no wa junsa-chō) - 29. (係争巡査長?, Keisō junsa-chō) - 30. (お野菜巡査長?, O yasai junsa-chō) - 31. (ゴリラ巡査長?, Gorira junsa-chō) - 32. (アイドル巡査長?, Aidoru junsa-chō) - 33. (アンドレ巡査長?, Andore junsa-chō) - 34. (アンラッキースケベ巡査長?, Anrakkī Sukebe junsa-chō)                                                                             |                        |
| 5 | 2 maggio 2025 | ISBN 978-4-08-884513-5 |
| 5 | Capitoli - 35. (悪い巡査虫巡査長?, Warui junsa mushi junsa-chō) - 36. (「ビデオレター」巡査長?, "Bideo Retā" junsa-chō) - 37. (アウトブレイク巡査長?, Autobureiku junsa-chō) - 38. (生まれてきてくれてありがとう巡査長?, Umarete kite kurete arigatō junsa-chō) - 39. (置いてけぼり巡査長?, Oitekebori junsa-chō) - 40. (ハレンチ巡査長?, Harenchi junsa-chō) - 41. (名探偵巡査長?, Mei tantei junsa-chō) - 42. (カレー大好き巡査長?, Karē daisuki junsa-chō) - 43. (分裂! 巡査長?, Bunretsu! Junsa-chō) |                        |
| 6 | 4 luglio 2025 | ISBN 978-4-08-884568-5 |
| 6 | Capitoli - 44. (心の友巡査長?, Kokoro no tomo junsa-chō) - 45. (コラボ巡査長?, Korabo junsa-chō) - 46. (呪いの巡査長?, Noroi no junsa-chō) - 47. (ヒトカラ巡査長?, Hitokara junsa-chō) - 48. (イケメン化巡査長?, Ikemen-ka junsa-chō) - 49. (前作主人公?, Zensaku shujinkō) - 50. (心理テスト巡査長?, Shinri Tesuto junsa-chō) - 51. (接待巡査長?, Settai junsa-chō) |                        |
| 7 | 4 settembre 2025 | ISBN 978-4-08-884658-3 |
| 8 | 4 settembre 2025 | ISBN 978-4-08-884733-7 |

### Capitoli non ancora in formatotankōbon
- 52.  (駄菓子大好き巡査長?, Dagashi daisuki junsa-chō)
- 53.  (デキてる巡査長?, Deki teru junsa-chō)
- 54.  (同期の巡査長?, Dōki no junsa-chō)
- 55.  (神をも殺す巡査長?, Kami o mo korosu junsa-chō)
- 56.  (五ツ星巡査長?, Itsutsu hoshi junsa-chō)
- 57.  (アスパラ巡査長?, Asupara junsa-chō)
- 58.  (二次会巡査長?, Nijikai junsa-chō)
- 59.  (起き攻め巡査長?, Okizeme junsa-chō)
- 60.  (アベック巡査長?, Abekku junsa-chō)
- 61.  (月曜日巡査長?, Getsuyōbi junsa-chō)
- 62.  (もう一人の巡査長?, Mōhitori no junsa-chō)
- 63.  (初夏の巡査長?, Shoka no junsa-chō)
- 64.  (忘れ得ぬ巡査長?, Wasureenu junsa-chō)
- 65.  (未来の巡査長?, Mirai no Junsa-chō)

## Accoglienza
La serie è stata raccomandata da Gege Akutami, autore di Jujutsu kaisen - Sorcery Fight, nel primo volume della serie, e da Shiro Usazaki, artista di Act-Age e Madan no Ichi, nel quinto volume.
Nell'agosto 2024 si è classificata al sesto posto nella categoria stampa al decimo Next Manga Awards nel 2024.